# نقابة المهندسين الزراعيين (فلسطين)
نقابة المهندسين الزراعيين الفلسطينيين هي نقابة مهنية غير ربحية، تأسست عام 1966 في كل من الأردن والضفة الغربية، وفي عام 2010 أعيد تأسيس النقابة كنقابة فلسطينية. يشغل المهندس فيصل شريم منصب نقيب نقابة المهندسين الزراعيين الفلسطينيين منذ 2012.

## مهام النقابة[4]
- تنظيم ممارسة مهنة الهندسة الزراعية في دولة فلسطين.
- المساهمة في وضع السياسات الزراعية والقوانين والأنظمة الزراعية.
- المساهمة في دعم الأبحاث والجمعيات المتخصصة في المجال الزراعي.

## فروع النقابة
تنتشر فروع نقابة المهندسين الزراعيين الفلسطينيين في كامل المدن الفلسطينية.

## رئاسة اتحاد المهندسين الزراعيين العرب
في دمشق عام 2019، فازت فلسطين بمنصب رئاسة اتحاد المهندسين الزراعيين العرب، حيث تم انتخاب نقيب المهندسين الزراعيين في فلسطين فيصل شريم كرئيس لاتحاد المهندسين الزراعيين العرب.